# From a Safe Distance
From a Safe Distance är Abalone Dots debutalbum, utgivet 2007. Skivan fick ett blandat mottagande. Albumet gästas av bland andra Marit Bergman, som även skrivit två av låtarna, och Kristofer Åström.

## Låtlista
1. "From a Safe Distance"
2. "Slavonian Land"
3. "Alive But Not Amused"
4. "Long Lonely Road"
5. "Trip"
6. "Messenger"
7. "Lose Again"
8. "Speak with an Evil"
9. "Sour Summer Nights"
10. "Under the Rain"
11. "This Is Home"
12. "Daddy's Waltz"

## Listplaceringar
| Lista (2007) | Position |
| ------------ | -------- |
| Sverige      | 7        |

### Fotnoter
1. ↑  ”Recensioner: From a Safe Distance”. Kritiker.se. https://kritiker.se/skivor/abalone-dots/from-a-safe-distance/. Läst 27 februari 2011.
2. ↑  Listplacering